# ちゅらさん

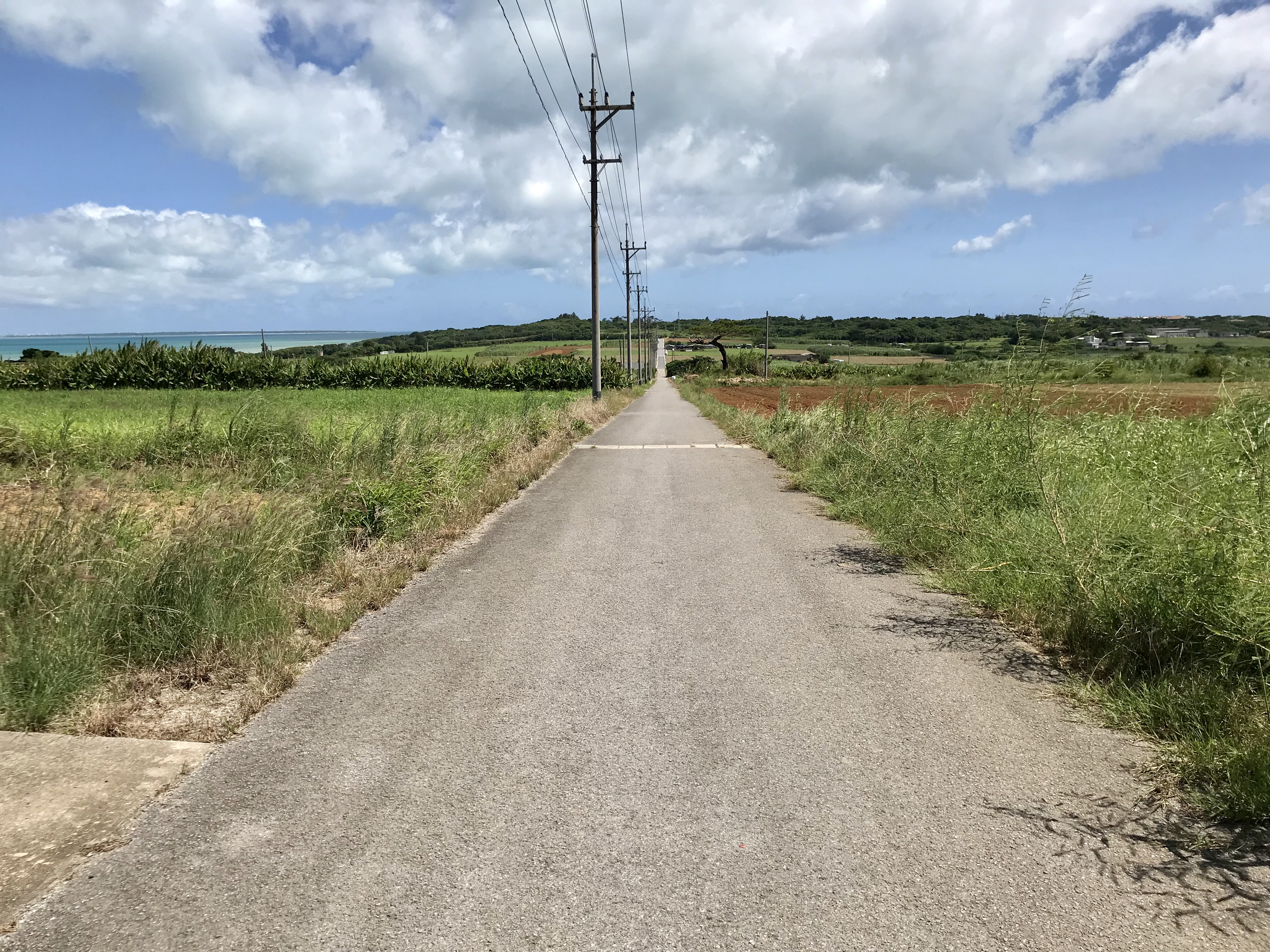
「シュガーロード」

『ちゅらさん』は、2001年度前期放送のNHK「連続テレビ小説」第64作のテレビドラマである。
脚本は岡田惠和。連続テレビ小説において、初めて沖縄県（小浜島）が主要な舞台となった。また、21世紀最初の連続テレビ小説である。
シリーズ化され、続編としてパート2、3、4も制作された。

## 概要
沖縄と東京を舞台に、八重山列島の小浜島で育ったヒロイン・古波蔵（上村）恵里（国仲涼子）が那覇へ移り住み、やがて上京して看護師を目指す成長物語。恵里と上村文也（小橋賢児）との恋の行方や家族との強い絆、個性的な「一風館」の住人たち、看護婦として働く職場の人々の人間模様を描いた群像劇。
国仲はヒロインオーディションで2,084人の応募者から選ばれ、2000年10月17日の記者会見で発表された。
連続テレビ小説では初めて沖縄県出身者をヒロインとして起用し、ガレッジセールや平良とみのように沖縄出身、ゆかり、拠点として活動している芸能人が多数起用された。
放送期間平均視聴率は22.2%、初回視聴率は21.3%、最高視聴率は29.3%（ビデオリサーチ調べ、関東地区・世帯）であった。また、視聴者からも評価されており、『連続テレビ小説』としては『おしん』に続き2作目となる、全話を収録した完全版VHS・DVDが発売された。日本国内における再放送については、2004年4月からBS2で全156回について実施されたのを皮切りに、LaLa TV（2005年4月および2006年4月から）、チャンネル銀河（2009年10月から）、NHK BSプレミアム（2013年9月30日から）およびBS12 トゥエルビ（2020年10月から）でも実施され、2024年4月から11月には総合でも全話再放送された。（再放送参照）
NHKがテレビ放送50周年を記念して2003年に行った「もう一度見たいあの番組リクエスト」の連続ドラマ部門で、第1位となった。
続編については、2003年3月31日から4月28日（3月31日は2本立て）まで総合の「月曜ドラマシリーズ」として『ちゅらさん2』（全6回）が、2004年9月13日から10月11日まで『ちゅらさん3』（全5回）が放送された。これは、NHKのドラマの続編（2作目）としては『私の青空』（2000年放送の『私の青空2002』）以来2作目、続々編（3作目）の制作は史上初であった。さらに2007年1月には「土曜ドラマ」として『ちゅらさん4』（全2回）が放送され、朝ドラの続編制作の記録をさらに更新した。
副音声の解説は1作目の『ちゅらさん』のみであり、続編『ちゅらさん2』以降はステレオ放送のみ実施されている。
派生作品として、河あきら作画によるコミック版が双葉社から発売された。
|                      | 1話あたりの長さ | 回数 | 計                                 |
| -------------------- | --------------- | ---- | ---------------------------------- |
| ちゅらさん（1作目）  | 14分            | 156  | 39時間（1週分は15分×6回で90分）    |
| ちゅらさん2（2作目） | 43分            | 6    | 4時間18分（朝ドラ換算で約3週分）   |
| ちゅらさん3（3作目） | 43分            | 5    | 3時間35分（朝ドラ換算で約2.5週分） |
| ちゅらさん4（4作目） | 58分            | 2    | 1時間56分（朝ドラ換算で約1.3週分） |

### 「ちゅらさん」という言葉の意味
タイトルの「ちゅらさん」という言葉は、「清らかだ」、「美しい」、「きれいだ」という意味の沖縄語（沖縄中南部方言）の形容詞の終止形である。「さん」は形容詞の終止形を形成する語尾であり、人を指す接尾辞の「さん」の意味はない。

## あらすじ
沖縄、八重山列島の小浜島。古波蔵恵里は沖縄が本土復帰した日に誕生した少女。時は1983年11月、11歳の恵里は、両親が始めた民宿「こはぐら荘」に東京から宿泊に来た上村和也・文也兄弟と仲良くなるが、難病の和也は病死する。数日後、上村家が島を去る際に、恵里は文也に「みんさー織り」のお守りを、文也は恵里にスーパーボールを渡し、将来結婚すると約束して別れる。
それから7年後の1990年7月、恵里は那覇北高校野球部のマネジャーになっていたが、文也との約束は忘れていなかった。ある日、突然、恵里の長兄である恵尚が帰宅し自作のキャラクター商品「ゴーヤーマン」人形を作って売ることを提案。古波蔵家は必死に人形を売り込むが身内にしか売れず、恵尚は再び失踪。そんな中、恵里は東京の大学に進学することを決め受験勉強に励む。沖縄で知り合った池端容子を頼って上京した恵里は、受験当日に文也の住所を訪ねるが引っ越したあとだった。同じころ小浜島に墓参りに来ていたおばぁのハナは文也と再会。恵里に会えないまま文也は帰京する。その夜恵里は雑踏で文也とすれ違ったと確信する。沖縄に戻った恵里はおばぁから文也の話を聞き上機嫌になるが、受験は不合格。それでも恵里は東京に行きたいと訴える。家族は反対するが、恵里の気持ちを理解し黙って見守る。早朝、恵里は一人で上京。アパート「一風館」の住人となる。
恵里は沖縄料理店「ゆがふ」で働きだす。恵里は昼にランチメニューを出すことを思いつき、おばぁや母親の勝子に教わった沖縄の家庭料理を客にふるまう。店は繁盛するが、常連客が寄り付かなくなり、店主の兼城も望んでいないことを知った恵里はランチ営業を取りやめる。「一風館」の住人の島田が倒れて入院し、恵里は熱心に看病する。病院の看護婦の下柳聡子と話したのをきっかけに、恵里は看護婦になることを決意する。さらに病院で文也に再会するが、文也が自分を「初恋の思い出」としていることにショックを受ける。立ち直った恵里は猛勉強の末看護大学に合格。学生寮に入るため一風館を出る。
看護大学を卒業した恵里は一風館に帰還。文也が研修医を務める病院で看護師として働き始める。文也と打ち解け話す仲になるが、文也の同僚西宮遥は恵里をライバル視する。文也と遥が恵里と同じ内科勤務になる。恵里はついに思いを告白するが文也は答えない。失恋した恵里を城ノ内真理亜が小浜島に連れ出す。そこへ兄との約束を思い出した文也が駆け付け、恵里にプロポーズする。
恵里と文也は忙しい仕事の合間を縫って、東京と沖縄で結婚式を挙げ、一風館で新婚生活を始める。やがて恵里は妊娠。出産に不安を覚えた恵里は臨月に産休をとると、沖縄に帰郷。古波蔵家で自宅出産する。生まれた男児に恵里と文也は「和也」と名付ける。文也は内科から外科に転身する。
4歳になった和也は一風館で可愛がられ、幼稚園に通いだすが、突然家の外で話せなくなり、選択性緘黙と診断される。原因がわからず恵里と文也は戸惑う。恵里は胃痛を感じ、西宮に検査してもらう。西宮は悪性腫瘍と診断するが、恵里は周囲にそのことを隠し、和也を連れて思い出の小浜島へ向かう。小浜島に滞在中、恵里は和也と出かけた際、腹痛で倒れてしまう。和也はキジムナーに導かれ、声を出して助けを求める。東京の病院に搬送された恵里は文也の執刀で手術を受ける。
回復した恵里は文也と和也と三人で小浜島に移住する。文也は診療所に勤務し、恵里は保健師になる。「こはぐら荘」に古波蔵家と東京の仲間たちが集まりにぎやかな宴席が開かれる。恵里は家族で暮らせる幸せをかみしめるのだった。

## キャスト
※名字表記は、基本的に現姓とし、括弧内は劇中で姓が変わる前の旧姓とする。また、〔〕内の数字は出演したシリーズを記す（1は連続テレビ小説版、回想・写真のみの場合は除外する）。

### 古波蔵家
古波蔵恵里（こはぐら えり） → 上村恵里（うえむらえり）〔1 - 4〕
演 - 国仲涼子（少女時代：浦野未来）
本作の主人公。愛称は「えりぃ」。1972年（昭和47年）5月15日生まれ。血液型 : B型。
人懐っこく、知らぬ間に他者に良い影響を与えていく。多くの困難は持ち前の明るさで乗り越えるが、後先考えずに突っ走り、心で思ったことをそのまま口に出す傾向がある。
小学5年生の時、小浜島の実家「こはぐら荘」に東京から和也の療養のためにやって来た上村家の和也・文也兄弟と仲良くなる。しかし、和也が病死。東京に戻るために島を離れる文也と結婚の約束をする。
高校時代は野球部のマネジャーとして活動。高校3年時の部活動引退時には進路を決めていなかったが、直後から猛勉強を開始するも、前原琉美子と一緒に受験した東京の大学に不合格となるが、ゼロからスタートするべく「出（ん）じれー旅」として、一人、上京する。
高校時代から上京直後までに、野球部員の与那原誠から惚れられて何度も告白されるが、文也との結婚の約束を理由に断り続ける。
上京後は容子を頼って「一風館」に部屋を借り、沖縄料理店「ゆがふ」でアルバイトを始める。看護学校に入学が決まるまで続ける。
様々な経験を経て成長し、最終的な職業は看護婦を選択。猛勉強の末に看護学校に一発合格し、4年で卒業。勤務先は北栄総合病院になる。
文也と結婚し、東京と沖縄で結婚式を挙げる。結婚後は文也と一風館で暮らす。
古波蔵 ハナ（こはぐら ハナ）〔1 - 4〕
演 - 平良とみ（ナレーション兼任）（少女時代：浦野未来）
恵里・恵達の祖母、恵文の母で勝子の姑。本編開始時は80歳。旧姓は松原（第76回【おばぁの秘密】初恋相手・佐藤進さんからの手紙の宛名より）。恵文の父で恵里・恵達の祖父である夫は他界しており、物語スタート時点ですでに未亡人である。愛称は「おばぁ」。知り合いや顔見知りが非常に多い。曰く「失恋はしたことがない」。
古波蔵家で最も元気かつ精神的にタフ（恵文曰く「殺しても死なない」）で、家族からも頼りにされている。息子である恵文に「バカタレ!!」と説教するのが定番だが、逆に説教されると開き直る。
和也が亡くなったあとには「恵里と文也に神様が『命どぅ宝』を教えるために和也を連れて行った」と慰める。
キジムナーの存在を信じているほか、恵里から電話がかかるのを予知する能力も持っている。さらに「ゴーヤーマン」販売時には催眠術を使えるような描写がある。
「ゼロからスタートするために東京に行きたい」と宣言する恵里の姿をみて、自分の若かりし頃に海の向こうの世界に憧れてサバニで何度も島を出ようとして連れ戻されたことを家族に告白する。上京する恵里のために勝子と作ったサーターアンダギーを近所に配るようにと気を利かせて荷物に忍ばせる。
パート2の終盤にて再婚するが、相手の男性は本編に全く登場せず、パート3以降も古波蔵姓のまま。
古波蔵 恵文（こはぐら けいぶん）〔1 - 4〕
演 - 堺正章
勝子の夫、恵里・恵達の父で恵尚の継父。愛妻＆恐妻家。三線と沖縄民謡が得意。普段から泡盛の「八重山美人」を飲む。
1972年5月15日に沖縄返還された時のラジオを聞いて、思い付きから小浜島で民宿「こはぐら荘」を開業したがまったく振るわず、家族で那覇に引っ越すと、タクシー会社にドライバーとして勤務するも、勤務実績は良くない。
暢気な性格のために普段は頼りないが、時々含蓄のある台詞を口にしては恵里を暖かく励ます。なお、大学進学時には娘への愛ゆえ、あえて反対の立場を取る。
恵尚からは「親父さん」と呼ばれている。
浮気性で美人（静子や容子）にめっぽう弱いが、いつもすぐにバレ、勝子とハナから手厳しく叱られてばかりいる。なお、普段は勝子から「文ちゃん」と呼ばれているが、彼女を怒らせると「恵文さん」になる。
自称「小浜のジミヘン」。
古波蔵 勝子（こはぐら かつこ）〔1 - 4〕
演 - 田中好子
旧姓は比嘉。恵文の妻で、恵尚・恵里・恵達の母。
働き者でしっかり者。家族の中ではツッコミ役になることが多い。
那覇市に引っ越してからは農連市場で働き始める。
恵文が彼女にプロポーズした際、別れた恋人の子（恵尚）を身籠っていたために断ったが、恵文からその子を自分の子として育てると言われて結婚を承知した。恵尚からは「お袋さん」と呼ばれている。
恵里の東京受験に当初は猛反対していたが、「外に出てみたい」との決意を聞いて承諾。高校卒業後に「東京へ行きたい」と言い出すと大反対するも、ハナの昔話に触発され、自分も中学生時代の過去を家族に打ち明け、最終的に賛成する。
孫が出来てからは電話がかかって来るのを予知する能力も発現した。
古波蔵 恵尚（こはぐら けいしょう）〔1 - 4〕
演 - ゴリ（少年時代：宮谷恵多）
恵里・恵達の異父兄。1967年（昭和42年）5月22日生まれ。「はいさい」をよく使う。
高校時代は石垣島で寮生活を送った。勉強は苦手。
日本各地を旅している風来坊。今度こそはとマスコット人形「ゴーヤーマン」を製作して大儲けしようとするも大失敗。在庫の山が残ってしまったため、「ゴーヤーマン」を完売するために各地を渡り歩いている。
彼の名付け親はハナで、結婚の経緯を知った上で恵文から一字取って名づけている。恵文を「親父さん」、勝子を「お袋さん」と呼ぶ。
「一風館」で柴田と容子が結婚して一緒に住むことになり、空室となった部屋に妻の奈々子と移り住む。
古波蔵 恵達（こはぐら けいたつ）〔1 - 3〕
演 - 山田孝之（少年時代：村上雄太）
恵里の弟。古波蔵家の中では珍しく、冷静で現実的な性格をしている。恵里にはよく憎まれ口をたたくが、実は大の姉思い。
小学校低学年の頃は頻繁に恵里から「低学年」とイジられていた。放送委員に所属していたため、帰宅が遅かった。
高1の時、同級の金城ゆかりに恋をする。彼女を尾行して入ったライブハウス「クロスロード」でゆかりがロックファンであることを知り、彼女の気を引きたい一心で同ハウスの経営者・ジョージ我那覇に師事し、ロッカーを目指すが、ゆかりに失恋し初恋が終わる。しかしロックが好きな気持ちは変わらず、高校中退を選択する。
上京し、「一風館」で恵里と一緒に暮らす。我那覇猛のプロデュースでバンド「BLACKSUGAR」を結成し、ギターを担当。一度はCDデビューしたが、甥の和也のために作った曲は売れなかった。
パート1では「一風館」では恵里と同室で暮らし、恵里が文也と結婚すると容子の計らいにより、柴田と同部屋（同じ下宿人の島田が引っ越した時に、彼に所持品とともに部屋を譲った）、祥子と結婚すると2人で暮らす。
恵里の親友で自分の昔からのファンだった祥子と結婚し、パート3にて一児の父となった。パート4ではニューオーリンズに修行の旅に出ており、写真と回想のみの登場。

### 上村家
上村 文也（うえむら ふみや）〔1 - 4〕
演 - 小橋賢児（少年時代：山内秀一）
恵里の初恋相手で1歳年上。
小学6年生の時に和也の療養で小浜島を訪れ、地元の小学校に編入する。東京の通っていた小学校では、6年生は1クラスが40人ぐらいで5組あり、小浜島では5・6年生が一緒のクラスだと知って驚く。和也の死後は東京へ戻ることが決まり、そのときに恵里にスーパーボールを渡し、結婚の約束もする。
和也の死をきっかけに医者の道を志し、内科医となる。
恵里との約束は「子供の頃の思い出」と捉えていたが、一途に思い続けていた恵里の心に打たれて結婚する。
パート2以降は小浜島で診療所を開く。
上村 和也（うえむら かずや）〔1 - 4〕
演 - 遠藤雄弥
文也の兄で年子。不治の病に罹り、東京の病院の入院中に屋上で偶然風に乗って飛んできた「こはぐら荘」のポスターを見つけ、小浜島に行きたいと言った。中学1年生の時に小浜島で療養する。
読書が好きで、小浜島での療養時に東京から持ち込んだ『ライ麦畑でつかまえて』を読んでいた。
恵里が通う小学校の先生の父が森で体験したキジムナーに遭った話を聞いてから、存在を信じていた。
古波蔵家と一緒に無人島に出かけており、恵里と文也に「結婚しろ」と持ち掛ける。数日後に体調が悪化し、第1週にて他界。
死後もしばしば二人の夢枕に現れる。
上村 伸生（うえむら のぶお）〔1〕
演 - 勝野洋
和也と文也の父。貿易会社を経営。仕事の合間を縫って小浜島に息子の顔を見に来ていた。
和也の死から3年後、交通事故のために他界。
上村 静子（うえむら しずこ）〔1 - 4〕
演 - 真野響子
和也と文也の母。和也の希望を叶えれば生きる力になると思い、文也と3人で島に逗留する。
和也の病気療養のため、小浜島に居た頃は乗り気ではなく気持ちが落ち込んでいた。恵里が何気なく発した言葉に過剰に反応して怒ることがあったが、和也が亡くなってからは現状を受け入れつつも、前を向いて生きていこうとする。
伸生の死後、社長に就任して事業を継続。
姑の立場になっても恵里とは友達感覚で接する。実は本来の性格は明るいらしいが、それをあまり表に出さない。
文也の結婚を契機にたびたび古波蔵家を訪れる。
上村 和也（うえむら かずや）〔1 - 4〕
演 - 鈴木翔吾
恵里と文也の息子（両親の意向で、亡伯父と同じ名前を付けられた）。
平成9年（1997年）7月20日生まれ。一風館では大人たちに囲まれ人気者である。
4歳の時、路上で財布を見つけ、拾って交番に届けに行く途上に落とし主の会社員とその同僚から叱責・泥棒扱いされたために精神疾患（選択性緘黙）を発症して話せなってしまう。家族、一風館の住人含めて知っている人とは関われるが、保育園では友達と遊ばす一人で絵を描いたり知らない大人を怖がったりするようになる。が、小浜島に来た際、胃がんで倒れた恵里を助けるために勇気を出して奮闘して克服した。

### 一風館
桐野 みづえ（きりの みづえ）→ 島田 みづえ（しまだ みづえ）〔1 - 4〕
演 - 丹阿弥谷津子
管理人。大のコーヒー好きのため、部屋名はコーヒー豆の銘柄になっている。世界各国の料理が得意。日中は管理人室でうたた寝している。おっとりしているが、家賃の計算はきっちりしている。好奇心は旺盛なほう。基本的にポジティブで、住人たちを前向きな発言で励ます。
裕福な家の出で末っ子。太平洋戦争で夫を失って未亡人となっている。なお、元々「一風館」は自身の父の持ち物だった。
紆余曲折の末、島田と老いらくの恋を実らせて再婚する。
池端 容子（いけはた ようこ） → 柴田 容子（しばた ようこ）〔1 - 4〕
演 - 余貴美子
旅行代理店で働くOL。長野県出身。
「こはぐら荘」のパンフレットを入手して那覇までやって来たが、連絡が取れずに途方に暮れる。バスの時刻表を見ていた際に偶然恵里と出会い、その場で友達になる。
容子を頼って上京してきた恵里には姉のように接し、何かと面倒を見ることになる。
サバサバしていて細かいことは余り気にしない性格。他人への包容力があり、ぶっきらぼうな真理亜の心も開かせるほどの気さくで豪快な人柄。よく転び、本人も自覚している（大学受験時にも転倒したらしい）。怪しげな占い師の予言により柴田と結婚した。
自分の行きつけの店へ恵里らを連れていくと携帯電話に連絡が来てしまい、途中で出ていくのが恒例となっている。その時は「この店はツケがきくから安心して食べて」と言う。
極度の近視で、コンタクトレンズがないとキスをするくらいまで近付かないと相手の顔を判別できない。
柴田 幸造（しばた こうぞう）〔1 - 4〕
演 - 村田雄浩
製薬会社のサラリーマン。役職は係長代理。北海道出身、実家は牧場。妹がいる。好物はヨーグルト。部屋には北海道の地図や牛のグッズを並べている。ゆんたくでは乳製品を「一風館」の住民に提供している。
「一風館」からの引っ越し作業の最中、新たに入居して来た恵里と遭遇。彼女に一目惚れし、急遽転居をとりやめた。恵里への恋は淡い片思いに終わったが、怪しい占い師の予言により容子と電撃結婚。
温厚で優しい典型的な「いい人」だが、ヴィジュアル性が低いため、存在感がイマイチ希薄で、周囲との懇談時に自分に話が振られずに終わってしまうなど、ぞんざいに扱われることが多い。容子からは昔から「シバタ君」（目下扱い）と呼ばれていた。
恵比寿のパブで働いたことがある。
住人たちとの懇談中に過去の体験を思い出すと、「似ている…！」と叫び（その際彼にスポットライトが当たる）、その当時のことを舞台役者調で熱弁する癖がある。
パート4では容子と共に小浜島に移住。
乳製品を多く所持しており、パート1では恵達、文也、島田、和也などと男ゆんたくをしていた。
島田 大心（しまだ だいしん）〔1 - 4〕
演 - 北村和夫
元外科医。北栄総合病院に勤めていたが、本編登場時は清掃員として働いている。
妻が罹患し、膵臓の手術を執刀して失敗して死なせたショックで医師を辞職。トラウマを抱え、部屋に引き篭もってオペラのレコードを聞き、他の住人と全く交流しない孤独な頑固者となっていたが、第7週では、恵里のスーパーボールを偶然見つけて手渡した。
第9週にて心臓病のために恵里らに発見されて救急搬送。彼女が看護婦になるきっかけを作り、家庭教師役を買って出る。
一時は息子（次男）の元へ帰って「一風館」を離れていたが、5年後に戻り、みづえと再婚した。
城ノ内 真理亜（じょうのうち まりあ）〔1 - 4〕
演 - 菅野美穂
メルヘン小説家。東京出身。毒舌で皮肉屋だが、いつも恵里や容子に振り回されて自分のペースを狂わされてしまう。しかも、いつの間か部屋が恵里と容子の溜り場になり、辟易している。感情を素直に表せないツンデレタイプ。子供好きで和也には素直に接することができる。
恵里がいないと、かえってスランプに陥る体質。口癖は「あんた、バカぁ?」。恵里には率直な意見を言う。心の中では容子と恵里を姉妹同然に思っている。
美食家。恵里からサーターアンダギーを貰って以降大好物になり、こっそり取り寄せするほどで、ハナが作ったものは特に好き。食べ物を食べる前にクンクン匂いを嗅ぐ癖があったが、パート3と4では直した模様。
恵里と文也をモデルにした作品『ガジュマルの樹の下で』を執筆する。恵里から求められ、書いたサインの宛名は「宇宙人へ」であった。
本名は「田中久子（たなか ひさこ）」だが、本名で呼ばれることを激しく嫌っている。また、「一風館」に最初から住んでいるメンバー中では唯一独身を通すが、これはある過去の出来事に起因している。

### 小浜島の人々
先生〔1〕
演 - つちだきくお
小浜小学校教師（複式学級）。国語の授業中、文也の音読を近くで聞いていた恵里から「いや～、先生のと違うね」と言われて「そうさ。どうせ、先生のは八重山標準語さぁ」と答えている。
キジムナーのことを「いたずらが好きだけど本当はいい子」と児童に話していた。また、自身の父が過去に森の中で迷って何時間も彷徨い続け、キジムナーが出てきて付いて行ったところ森の出口に無事に到着し、後ろを見たら誰もいなかった、というエピソードを語っている。
宮良のおばあ〔1〕
演 - 玉城文子
さとうきび畑で働く。文也から東京の小学校の人数を聞いて驚いた恵里が「1200人も、人見たことある?」と声をかけられて「見てないね」と答えている。
帽子を脱いで頭を下げて挨拶をした文也に「おや、とても礼儀正しいねェ」の意味である小浜島の方言で話しかけていた。
医師〔1〕
演 - 東條進
和也が倒れた時に古波蔵家に駆けつける。

### 那覇の人々
中学生〔1〕
演 - 長尾陽香、松田明矢子
A&Wでジュースを飲んでいたが、ハナとその友人たちが相席しようとすると立ち去ってしまう。
おじさん〔1〕
演 - 玉城満
古波蔵家から聞こえてくる三線の音にあわせて踊る酔っ払った近所の男。
店員〔1〕
演 - 安次富真樹
みやげもの屋の店員。「ゴーヤーマン」のマスコット人形を売ろうとアピールする恵里や恵尚、恵文を迷惑がる。
店員〔1〕
演 - 知花小百合
おみやげ屋の店員。店内で「ゴーヤーマン」のマスコット人形の営業を始めようとするハナを迷惑がる。
比嘉家の長老〔1〕
演 - 平良進
勝子の実家である比嘉家の家長。「ゴーヤーマン」のマスコット人形を親戚一同で購入するよう勝子から頼まれ、了承する。
那覇の古波蔵家で行われた結婚式では立会人を務める。
比嘉家のおばぁ〔1〕
演 - 金城フミ、宮里常子、宮城タケ
勝子の実家である比嘉家のおばぁ。家長と共にみやげ物店を訪れ、「ゴーヤーマン」のマスコット人形を買う。
店員〔1〕
演 - 高宮城実人
みやげ物店の店員。「ゴーヤーマン」のマスコット人形の売れ行きを恵里から尋ねられ、「ゴーヤーマン」を「変な奴」と言った挙句、全く売れていないと話して彼女をがっかりさせる。
店員〔1〕
演 - 天端あえ
比嘉家の家長とおばぁたちが「ゴーヤーマン」のマスコット人形を買ったみやげ物店の店員。
あんだぎー屋のおばぁ〔1〕
演 - 渡辺康子
観光地のあんだぎー屋の店員。東都大学の入学試験に落ちて泣き会う恵里と琉美子にサーターアンダギーを渡して慰める。
店員〔1〕
演 - 那須寿子、桜井りえ、河村杏理、伊東千啓、池部雅晴
観光地の店の店員。
カメラマン〔1〕
演 - 島田洋七
観光地で観光客の写真を撮影するカメラマン。撮影中に居眠りしそうになった恵里を叱る。
琉装のアルバイト〔1〕
演 - 持田育恵
恵里と共に、琉装を着て観光客と記念写真を撮影するアルバイト。
バイト先の人〔1〕
演 - 杉浦理史
恵里と恵達がアルバイトする観光地の従業員。恵達のケガの応急処置をする恵里を見た際、2人を姉弟だとは知らずに冷やかす。
みやげ物屋主人〔1〕
演 - 仲嶺真栄
容子が取材のために訪れたみやげ物屋の主人。彼女がひとりで来店した時には相手にしなかったが、恵文から気さくに話しかけられると心を開いて対応する。
惣菜屋のおばぁ〔1〕
演 - 赤道はるか、親泊良子
農連市場の惣菜屋で働く勝子の同僚。恵里と恵達がアルバイトしているという話を勝子から聞き、感心する。
お客のおばぁ〔1〕
演 - 藤村幸子
農連市場の惣菜屋の客。恵里が東京大学に合格した、と惣菜屋のおばぁから聞かされる。
料理屋の夫妻〔1〕
演 - 親盛隆司、親盛公子
東都大学の入学試験に落ちた恵里を慰めるために古波蔵家の人々が訪れた沖縄料理店の主人とその妻。
おばぁ〔1〕
演 - 金城フミ
ハナの友人。恵達の演奏を聴くためにライブハウス「クロスロード」を訪れるが、ハナと共に弁当を広げたりカチャーシーを踊ったりと自由に振る舞い恵達を困らせる。
照屋 ウシ〔1〕
演 - にれはらゆい
ハナの旧友でもあるベテラン助産婦。恵里の出産を手伝う。ラフテーには目がない。

### 恵里の高校およびその関係者
与那原 誠（よなばる まこと）〔1 - 3〕
演 - 宮良忍（当時DA PUMP）
恵里の高校の同級生。野球部のエースかつキャプテン。ことあるごとに恵里に言い寄るが、まったく相手にされていない。
卒業後は社会人野球のチームに入るため、大阪の会社に就職したが、程なく右肘を故障したため、東京支社へ転勤して営業に配属されるも、成績はまったく振るわない。
偶然立ち寄った沖縄料理店「ゆがふ」で恵里と再会した際、愚痴をこぼしたが、客として来ていた真理亜から「他人のせいにするな」と厳しく叱責され、退職・帰郷を決意する。その後、琉美子と結婚。
妄想癖があり、内容は恵里と過ごしているものばかり。悪い癖は結婚後も治らず、恵里と文也が別れて自分が恵里と結婚する不謹慎な妄想を抱いては、よく琉美子に叱られている。琉美子の妊娠が判明すると、立ち会い出産を希望する。子供の名前を「エリ」とつけようとしていた。
与那原（前原）琉美子（よなばる（まえはら） るみこ）〔1 - 4〕
演 - 前原絵理
恵里の高校の同級生。親友でもある。恵里同様、野球部のマネージャー。
高校時代から誠のことが好きだったが、同時に誠が恵里に片思いしていることにも気付いている。高校卒業後、念願叶って誠の妻となる。
東京の大学を受験したことが恵里が上京を決意するきっかけになったが、恵里とは対照的に第二志望の県内の大学へと進学。結果的に沖縄に残る道を選んだ。
誠と結婚後に妊娠するが、恵里と同じ7月20日が出産予定日。那覇市の高江洲医院で出産。
パート2では誠の間に既に第二子もいて、家族4人揃って登場、古波蔵家を訪れた恵理たちと再会する。
与那原 彩乃（よなばる あやの）〔1 - 4〕
演 - 佐藤琴未
誠・琉美子の娘。和也（恵里の子）と仲が良い。
石嶺 高（いしみね たかし）〔1〕
演 - 具志堅用高
那覇北高等学校の同窓会長。
内間〔1〕
演 - 南雲勇助
那覇北高等学校の校長。
教頭先生〔1〕
演 - 村松利史
那覇北高等学校の教頭。
宮里〔1〕
演 - 新納敏正
那覇北高等学校野球部顧問。「テーゲー（適当）で」と部員を応援し、いまひとつ士気が上がらない。
部員〔1〕
演 - 中野雅文、西村豪起、高橋さとる、池山孝明、上地慶、松山邦久、羽方順一、五十嵐大輔、白井雄太
那覇北高等学校の野球部員。卒業式の後、野球部の部室に集まる。

### 恵尚が出会う人々
島袋 正一（しまぶくろ しょういち）〔1 - 4〕
演 - 川田広樹（ガレッジセール）
「島袋製作所」の若社長。恵尚の幼馴染。古波蔵家が那覇市に引っ越してきてからほぼ毎日、古波蔵家を訪ねては勝手に上がり込み、共に食事をしたりしている。しかし、非常に間が悪く、大事な場面に限ってやって来ては場を白けさせてしまう。古波蔵家の人々に無視されたり、言いたい放題言われたり、散々な扱いを受けることが多い。
「ゴーヤーマン」製作に携わっているため、古波蔵家が抱えている借金の債権者でもあるのだが、人が良すぎるので特に督促はしていない。
工員〔1〕
演 - 九太朗
島袋製作所の従業員。「ゴーヤーマン」の製品化を提案するために島袋製作所を訪れた恵尚から島袋の居場所を尋ねられる。
先輩〔1〕
演 - 安田暁
恵尚が働いている宮崎の日本料理店の従業員。厨房で皿を割ってしまった恵尚を叱る。

### 恵達が出会う人々
ジョージ 我那覇（ジョージ がなは）〔1 - 3〕
演 - 鮎川誠
恵達のロックの師匠。猛の実の兄。他には姉妹（猛の姉）がいる。那覇在住。ライブハウス「クロスロード」経営者。
自宅にテレビがない生活を送っている。恵達に教えた「ヨロシク!」が口癖。
ビルの建て替えで、思い切ってライブハウスも建て替えることに決めた。
我那覇 猛（がなは たけし）〔1 - 3〕
演 - 川平慈英
恵達のバンドのプロデューサー。ジョージの弟。宜野湾市出身。東京在住。
姉がいるらしいが、甥（姉の息子）の出生時に、海外にレコーディングでいなかった。猛が沖縄に帰ると未だに「あんたが生まれてくる時に来てくれなかった叔父さんだよ」と姉から言われている。その実体験があることから、恵里の出産で沖縄に帰りたいと恵達から申し出があると、「帰らなきゃ駄目だろ。決まっているだろう」と話した。
金城 ゆかり（きんじょう ゆかり）〔1〕
演 - ベッキー
恵達が思いを寄せた同級生で、ロックを始めたきっかけとなる存在。父がアメリカ人。恵里が結婚した頃にアメリカに帰ることになり、ジョージに別れの挨拶に来ていたところ、偶然、恵達がやってきて再会。恵達が好意を抱いていたことは知っていたようで、恵達の頬にキスをし、「古波蔵恵達に好きだって言われたことあるって、自慢できる男になってよ。それで全米デビューして」と言って別れた。
ロックボーカリスト〔1〕
演 - 正木泉
恵達がゆかりに着いて行って訪れたライブハウス「クロスロード」で歌っていたボーカリスト。
ロックバンド〔1〕
演 - バッカス
恵達がゆかりに着いて行って訪れたライブハウス「クロスロード」で演奏していたバンド。
店のボーイ〔1〕
演 - 猪口卓治
恵達がゆかりに着いて行って訪れたライブハウス「クロスロード」のボーイ。
ギタリスト〔1〕
演 - 高山一也
恵達がゆかりに着いて行って訪れたライブハウス「クロスロード」で演奏していたギタリスト。
店員〔1〕
演 - 関戸将志
恵達がゆかりの気を引くためにギターを購入した楽器店の店員。
バンド〔1〕
演 - sister jet
ライブハウス「クロスロード」で恵達と共に演奏するバンド。
ロッカー〔1〕
演 - 平敷慶吾
長髪で格好いいロッカーの男。ゆかりの肩を抱いて二人で歩いていく様子を恵達は目撃してしまう。
KAZU〔1〕
演 - 加々津ヨシトモ
恵達が所属する我那覇プロデュースのバンド「BLACKSUGAR」のメンバー。ボーカル兼エレキギター担当。
YASU〔1〕
演 - 鎌田康之
バンド「BLACKSUGAR」のメンバー。ベース担当。
バンドのメンバー〔1〕
演 - 藤田和久
バンド「BLACKSUGAR」のメンバー。ドラム担当。

### 東京の人々
兼城 昌秀（かねしろ まさひで）〔1 - 4〕
演 - 藤木勇人（沖縄ことば指導を兼任）
雑司が谷の沖縄料理屋「ゆがふ」店長。容子の行きつけの店。本編開始より10年前に上京。コザ市出身。
上京した恵里の歓迎会を行なった縁から恵里の最初のアルバイト先になり、「一風館」住人たちのたまり場となっていく。
恵里の提案からランチタイム営業を始め、次々と客が増えてサービスが追いつかなくなるも奮闘。
容子に好意を持っていたが、彼女はその思いに気づくことはなかった。
当初は柴田の扱いが雑だったが、次第に仲を深めていった。
黒島（くろしま）〔1 - 3〕
演 - 比嘉栄昇（BEGIN）
八重山列島出身。東京で貧しい生活を送っていた。恵里が自転車に乗って「ゆがふ」の売上金を銀行へ入金に行く途中スーパーボールを落とし、慌てて探そうとバッグを放置したまま離れた間にたまたまその場を通り掛かり、生活苦から魔が差し盗んでしまう。後日、返金と謝罪のために「ゆがふ」を訪れてから常連客となる。後に友人二人（演 :上地等、島袋優（共にBEGIN））と共に三人で「ゆがふ」の客として登場する。パート2では友人に彼女（演 : 玉城千春、金城綾乃（共にKiroro））ができたのに対して、黒島だけ独り身になってしまった。
仲間（なかま）〔1〕
演 - 肥後克広（ダチョウ倶楽部）
沖縄料理店「ゆがふ」の常連客。
「ゆがふ」常連〔1〕
演 - 平良政幸、与座嘉秋、桧山豊
隣の奥さん〔1〕
演 - 阿知波悟美
かつて上村家が暮らしていた家の隣りに住む女性。
係官〔1〕
演 - 桜金造
東都大学の入学試験の係官。
柴田の会社の後輩〔1〕
演 - 稲田恵司、横島章
北野アナウンサー〔1〕
演 - 佐藤江梨子
沖縄料理店「ゆがふ」をテレビ生中継で取材する。
看護学校の先生〔1〕
演 - 和泉ちぬ
編集者・野村〔1〕
演 - 近藤公園
真理亜の担当編集者で、作品『ガジュマルの樹の下で』の製作に携わっている。
島田 大介（しまだ だいすけ）〔1〕
演 - 田中健三
島田の次男。レストラン経営者。父とは不仲。

### 北栄総合病院
下柳 聡子（しもやなぎ さとこ）〔1 - 4〕
演 - 戸田恵子
婦長（作中で看護部長に昇進）。独身。看護婦姿の印象が強いため、私服だと患者からは全く気付かれない。
江戸川区小杉在住。
島田の入院時に担当となった縁で恵里と知り合い、第一印象は「変な子」だった。
島田が治っても頻繁にやって来る恵里に「看護婦になれば」と冗談で言ったことが恵里が看護婦を目指すきっかけとなる。
恵里が現れてからは、なぜか肩こりに悩まされている。
古波蔵（佐々木） 奈々子（こはぐら〈ささき〉 ななこ）〔1 - 4〕
演 - 佐藤藍子
恵里の先輩看護婦。恵里の指導を担当するも、彼女のドジぶりに頭を悩ませて「（私、）ついてない」が口癖になる。先輩として「難しいのは何も言わないで我慢してしまう患者」などと教える。
パート1の最終回にて突如、恵里の兄・恵尚と結婚。パート2以降は恵尚が売れ残りの「ゴーヤーマン」を完売するために各地を回っているため、「一風館」に在住。
古波蔵（中町） 祥子（こはぐら〈なかまち〉 しょうこ）〔1 - 4〕
演 - 山口あゆみ
恵里の1歳年下の同期看護婦。恵里とは違い、優秀で成績はオール4。ドジな恵里に興味を抱き、友達になって欲しいと頼む。
口が軽い面があり、酒豪である。
デビュー前から恵達の大ファンで、結婚後も夫・恵達の最大の理解者となる。
篠原 美保（しのはら みほ）〔1〕
演 - 高橋美佳子
恵里の同僚看護婦。
土井（どい）〔1〕
演 - 大定純子
恵里の同僚看護婦。
野口（のぐち）〔1〕
演 - 佐藤匡美
恵里の同僚看護婦。
後藤〔1〕
演 - 岡本易代
横田〔1〕
演 - 氏家恵
鶴見〔1〕
演 - 広瀬久実
神田 秀美（かんだ ひでみ）〔1 - 4〕
演 - 清水ミチコ
聡子の後任婦長。息子が3人（中3、小6、小2）もいる大家族。いつも大きな弁当箱を持参している。
看護婦になる前はお笑い芸人になりたいと思っていた。
赴任当初は意地悪だったが、実際は気さくなお笑い好きで、それがバレてからは寛大な婦長に転身した。
劇中では自身の出番が少ないことを少なからず気にしており、恵里とは漫才コンビのような関係である。
太田 春子（おおた はるこ）〔1〕
演 - 谷川みゆき
第19週第112回に登場。恵里が妊娠していることがわかり、診察した産婦人科医。
看護師
演 - 松井涼子〔1〕
産婦人科の看護師。
村山 麻衣子（むらやま まいこ）〔1〕
演 - 菊地百合子
第22週に登場。恵里が初めて指導した看護婦。
引っ込み思案のところがあり、明るく振る舞う恵里を見て自信をなくし、一度辞めてしまう。自分が辞める趣旨の恵里の言葉を聞いて思い直して復帰する。
金沢出身。
倉田 りほ（くらた りほ）〔1〕
演 - 橋爪しのぶ
祥子が初めて指導した看護婦。
西宮 遙（にしのみや はるか）〔1 - 3〕
演 - 小西真奈美
外科医。文也の同僚かつ恋人。幼い頃からIQが高かったらしく、研修医となっても成績優秀。
初登場時から文也にアプローチし、恵里の出現後は激しいライバル意識を持っていた。だが、恵里がスーパーボールを紛失した際に偶然拾っており、それが恵里と文也が結ばれるきっかけとなった。
パート2で「一風館」の住人となる。
医師
演 - 大内貴弘
文也の先輩医師。

### 北栄総合病院の入院患者
藤田〔1〕
演 - 横山あきお
安藤 正男（あんどう まさお）〔1〕
演 - 中村まこと
三輪〔1〕
演 - 花井京乃助
患者〔1〕
演 - 下村彰宏
田所 幸子（たどころ さちこ）〔1〕
演 - 宮村優子
恵里が初めて単独で看護した510号室の患者。ヒステリーを起こしては恵里を困らせ、退院する。
後日、ケーキの差し入れを持ってお礼を言いに来たことがきっかけで、恵里がその時目指していた一人前と認められることとなる。
岡部 良憲〔1〕
演 - 田山涼成
森田〔1〕
演 - 築出静夫
村松〔1〕
演 - 加藤満
山浦 昭一〔1〕
演 - 井川哲也
その他の患者〔1〕
演 - 松美里杷、磯村千花子、岩崎有花、坂井あつ子
子供〔1〕
演 - 立原勇武
航空機が好きな少年。

### その他の人々
観光客〔1〕
演 - 下地さゆり、新里奈津子、宇堂翔一郎、古牧絵理子、仙北裕規、森真由美、高良奈々、藤田啓而
みやげものやの客〔1〕
演 - 広田愛、武富里乃、矢嶋里沙、大久保綾乃、正木佐和、平岩紙、赤嶺美香、田原雅之
通行人〔1〕
演 - 塩原啓太、森康子
宮良のおじさん〔1〕
演 - 玉城満
保母〔1〕
演 - 福沢亜希子
占い師〔1〕
演 - 猫田直
その他
演 - 揚田あき、麻田かおり、芦沢孝子、阿南敦子、新井量大、生部麻衣子、石沢敦、市川しんぺー、一本気伸吾、岩手太郎、内田ユキオ、大塩武、大谷武士、奥村正、小沢悦子、小田島隆、小野敦子、恩田恵美子、亀山助清、京極歩、久保田克典、熊谷祐子、藏内秀樹、小池幸次、小宮理英、斉藤みどり、佐々木睦、佐藤淳、佐藤誓、佐藤真弓、里見はるか、嶋田豪、杉山健一、関えつ子、高野翔司、滝花幸代、立原瞳、棚橋幸代、谷本一、富樫真、戸村美智子、中村真知子、西田聖志郎、猫背椿、博田章敬、早川亜季、柊紅子、福井敬之、洪仁順、前原史、松尾豊志、水口真吾、水野純一、水野智則、三田直弥、三井善忠、光野亜希子、宮島りゅう子、武藤陶子、山本龍二、結城貴史、吉家明仁、吉武怜朗

## スタッフ
- 脚本 - 岡田惠和[1]
- 音楽 - 丸山和範[1]
- 演奏 - 新音楽協会
- ピアノ演奏 - リチャード・クレイダーマン、丸山和範
- 主題歌 - 『Best Friend』
  - 作詞・作曲 - 玉城千春、編曲 - 重実徹、歌 - Kiroro（ビクターエンタテインメント）
- ギター・バンジョー・ウクレレ演奏 - 千代正行
- サックス・フルート・クラリネット演奏 - 平原まこと
- ハープ演奏 - 朝川朋之
- 語り - 平良とみ（古波蔵ハナ役を兼任）
- 副音声解説 - 関根信昭
- 沖縄風俗考証 - 与那覇恵子
- 沖縄ことば指導 - 藤木勇人（兼城昌秀役を兼任）、今科子
- 三線指導 - 親盛隆司
- 沖縄料理指導 - 尚承
- 琉球舞踊指導 - 志田房子
- 看護指導 - 井部俊子
- 医事指導 - 中村毅志夫、増田豊
- 撮影協力 - 沖縄県、沖縄県那覇市、沖縄県竹富町
- 制作統括 - 菅康弘
- 制作 - 越智篤志
- 技術 - 鈴木秀夫、田中満
- 美術 - 山下恒彦、西之原豪
- 音響効果 - 平塚満、山田正幸、畑奈穂子
- 編集 - 久松伊織、井坂尚子
- 撮影 - 中村忍、熊木良次
- 照明 - 久慈和好、青井紀子
- 音声 - 奈良孝広
- 映像技術 - 水元祐二、田淵英明、米山博之
- 美術進行 - 江良勝紀
- 演出 - 榎戸崇泰、遠藤理史、大友啓史、渡辺一貴、藤井靖、高橋練、堀切園健太郎
- 制作・著作 - NHK

## 放送日程
| 放送週 | 回        | 放送日                  | サブタイトル                   | 演出         |
| ------ | --------- | ----------------------- | ------------------------------ | ------------ |
| 第01週 | 01 - 06   | 2001年4月02日 - 4月07日 | 美（ちゅ）ら海の約束           | 榎戸崇泰     |
| 第02週 | 07 - 012  | 2001年4月09日 - 4月14日 | 帰ってきた兄（に）ぃ兄（に）ぃ | 榎戸崇泰     |
| 第03週 | 013 - 018 | 2001年4月16日 - 4月21日 | やまとの誘惑                   | 遠藤理史     |
| 第04週 | 019 - 024 | 2001年4月23日 - 4月28日 | ハイサイ!東京                  | 遠藤理史     |
| 第05週 | 025 - 030 | 2001年4月30日 - 5月05日 | 涙のアンダギー                 | 大友啓史     |
| 第06週 | 031 - 036 | 2001年5月07日 - 5月12日 | 哀愁のオキナワンボーイ         | 大友啓史     |
| 第07週 | 037 - 042 | 2001年5月14日 - 5月19日 | 迷子のマブイ（魂）             | 榎戸崇泰     |
| 第08週 | 043 - 048 | 2001年5月21日 - 5月26日 | 東京ゆんたく                   | 遠藤理史     |
| 第09週 | 049 - 054 | 2001年5月28日 - 6月02日 | 暁（あかちち）のアリア         | 大友啓史     |
| 第10週 | 055 - 060 | 2001年6月04日 - 6月09日 | 太陽（てぃだ）、見つけた!      | 高橋練       |
| 第11週 | 061 - 066 | 2001年6月11日 - 6月16日 | 運命の交差点（あじまあ）       | 藤井靖       |
| 第12週 | 067 - 072 | 2001年6月18日 - 6月23日 | 恋しくて肝（ちむ）どんどん     | 遠藤理史     |
| 第13週 | 073 - 078 | 2001年6月25日 - 6月30日 | おばぁの秘密                   | 高橋練       |
| 第14週 | 079 - 084 | 2001年7月02日 - 7月07日 | ガジュマルの樹の下で           | 大友啓史     |
| 第15週 | 085 - 090 | 2001年7月09日 - 7月14日 | 古酒（くーす）で乾杯!          | 渡辺一貴     |
| 第16週 | 091 - 096 | 2001年7月16日 - 7月21日 | ちばりよー!一人前              | 堀切園健太郎 |
| 第17週 | 097 - 102 | 2001年7月23日 - 7月28日 | 花嫁美（ちゅ）らさよー         | 榎戸崇泰     |
| 第18週 | 103 - 108 | 2001年7月30日 - 8月04日 | 家族の風（かじ）               | 大友啓史     |
| 第19週 | 109 - 114 | 2001年8月06日 - 8月11日 | かりゆしの出逢い               | 渡辺一貴     |
| 第20週 | 115 - 120 | 2001年8月13日 - 8月18日 | めんそーれ ベイビー!           | 榎戸崇泰     |
| 第21週 | 121 - 126 | 2001年8月20日 - 8月25日 | なんくる 子育て                | 大友啓史     |
| 第22週 | 127 - 132 | 2001年8月27日 - 9月01日 | お母さん（あんまー）は大忙し   | 渡辺一貴     |
| 第23週 | 133 - 138 | 2001年9月03日 - 9月08日 | 近くにあるカフー（幸せ）       | 榎戸崇泰     |
| 第24週 | 139 - 144 | 2001年9月10日 - 9月15日 | 和也の涙（ナダ）               | 大友啓史     |
| 第25週 | 145 - 150 | 2001年9月17日 - 9月22日 | 美（ちゅ）ら海の願い           | 大友啓史     |
| 第26週 | 151 - 156 | 2001年9月24日 - 9月29日 | 命（ぬち）どぅ宝               | 榎戸崇泰     |

- 放送局：NHK総合・NHK衛星第二
- 放送枠：連続テレビ小説
- 放送日：2001年4月2日 - 9月29日
- 放送時間
  - 毎週月曜 - 土曜 7時30分 - 7時45分（NHK衛星第二）
  - 毎週月曜 - 土曜 8時15分 - 8時30分（NHK総合）
  - 毎週月曜 - 土曜 12時45分 - 13時（NHK総合、再放送）
  - 毎週土曜 9時30分 - 11時（NHK衛星第二、1週間分一括再放送）
- 放送回数：全156回
- 視聴率：平均視聴率22.2%、初回視聴率21.3%、最高視聴率29.3%（ビデオリサーチ調べ、関東地区・世帯）[7]

## 特別編・総集編
ちゅらさん 大百科
- 放送局：NHK沖縄放送局
- 放送日：2001年5月1日 - 5月2日
- 放送回数：全2回

ちゅらさん 海の日特集「美ら海の約束」
- 放送局：NHK総合
- 放送日：2001年7月20日（海の日）
- 放送時間：9時30分 - 10時45分
  - 朝ドラの放送中に、部分的な総集編が行われたのはこの作品が初めてである。4月の少女時代編をベースに再構成された。

ちゅらさん 総集編
- 放送局：NHK衛星第二
  - 放送日：2001年12月3日 - 12月5日
  - 放送時間：毎日 19時35分 - 20時50分
- 放送局：NHK総合
  - 放送日：2001年12月25日 - 12月27日
  - 放送時間：毎日 19時30分 - 20時45分

※これ以降、NHK総合などで再放送が実施されている。（詳細は後述）
- タイトル
  - 第1回 「美（ちゅ）ら島の出逢い」（第1週 - 第4週）
  - 第2回 「ガジュマルの樹の下で」（第5週 - 第14週）
  - 最終回 「命（ぬち）どぅ宝」（第15週 - 最終週）

※各75分×3回の構成となっている。

## ちゅらさん2

### 概要
第1作から半年後の設定。テーマは「夫婦」。
- 放送局：NHK総合
- 放送枠：月曜ドラマシリーズ
- 放送日：2003年3月31日 - 4月28日
- 放送時間：毎週月曜 21時15分 - 21時58分（初回のみ20時 - 20時43分、続けて第2回放送）
- 放送回数：全6回
- 視聴率：平均視聴率11.8%、初回視聴率11.5%、最高視聴率12.7%

※数字は視聴率（ビデオリサーチ社調べ・関東地区）

### キャスト
※連続テレビ小説からの出演者はパート1を参照
- 新城 たけし（しんじょう たけし） - 谷隼人
  - 勝子の元恋人で、恵尚の実父。
- 紺野 真知子（こんの まちこ） - 香川京子
  - 恵里の訪問看護先の患者。バニラアイスクリームが好物。
- 紺野 渉（こんの わたる） - 山本學
  - 真知子の夫。恵里が訪問看護に来ると真知子に言われて出かける。
- 多恵子（たえこ） - 沢詩奈々子（MAX）
  - 沖縄料理店「ゆがふ」の従業員。
- 喜屋武（きゃん） - 辺土名一茶（DA PUMP）
  - 沖縄料理店「ゆがふ」の客。
- 玉城（たましろ） - 奥本健（DA PUMP）
  - 沖縄料理店「ゆがふ」の客。
- 平良（たいら） - 玉城幸也（DA PUMP）
  - 沖縄料理店「ゆがふ」の客。
- 大浜 豊（おおはま ゆたか） - 山里勇吉
  - おばぁの恋人で琉球民謡の弾き語りが上手。最終回で二人は、那覇に集まった家族と一風館の面々の前で婚約発表した。

### スタッフ
- 脚本 - 岡田惠和
- 音楽 - 丸山和範
- 演奏 - 新音楽協会
- 三線指導 - 親盛隆司
- 音響効果 - 山田正幸、畑奈穂子
- 制作統括 - 菅康弘
- 制作 - 越智篤志
- 美術 - 山下恒彦、西之原豪
- 演出 - 大友啓史、木本一博
- 制作・著作 - NHK

### サブタイトル
| 放送回 | 放送日        | サブタイトル                    |
| ------ | ------------- | ------------------------------- |
| 第1回  | 2003年3月31日 | ハイタイ!恵里、元気です         |
| 第2回  | 2003年3月31日 | 対決!男（いきが）対女（いなぐ） |
| 第3回  | 2003年4月07日 | 兄ぃ兄ぃの涙（なだ）            |
| 第4回  | 2003年4月14日 | それぞれの出立（んじたち）      |
| 第5回  | 2003年4月21日 | 太陽（ていだ）のように          |
| 最終回 | 2003年4月28日 | おばぁの祝宴（すーじ）          |

### 主題歌・挿入歌
- オープニング - Kiroro「Best Friend」（ビクターエンタテインメント）
- 主題歌 - 『琉球ムーン』
  - 作詞 - 木村武達、作曲 - ミヤギマモル、編曲 - Haya10、歌 - 国仲涼子（インディペンデントレーベル）※歌手デビュー曲
- 挿入歌
  - 鈴木慶江「私を泣かせてください」（ヘンデルの歌劇「リナルド」より）
  - ガレッジセール「天下無敵のゴーヤーマン☆」（アール・アンド・シー）

## ちゅらさん3

### 概要
テーマは「親子の愛」。
- 放送局：NHK総合・NHKデジタル総合
- 放送枠：月曜ドラマシリーズ
- 放送日：2004年9月13日 - 10月11日
- 放送時間：毎週月曜 21時15分 - 21時58分
- 放送回数：全5回
- 視聴率：平均視聴率10.8%、初回視聴率14.4%、最高視聴率14.4%

※数字は視聴率（ビデオリサーチ社調べ・関東地区）

### キャスト
※連続テレビ小説からの出演者はパート1を参照
- 辻内 美帆子（つじうち みほこ） - 奥貫薫
  - 恵里の訪問看護先の患者。
- 辻内 愛子（つじうち あいこ） - 寉岡萌希
  - 美帆子の娘。

### スタッフ
- 脚本 - 岡田惠和
- 音楽 - 丸山和範
- 演奏 - 新音楽協会
- 三線指導 - 親盛隆司
- 制作統括 - 峰島総生
- 制作 - 六山浩一
- 美術 - 山下恒彦、清水謙輔
- 音響効果 - 畑奈穂子、山田正幸、吉田直矢
- 演出 - 大友啓史、高橋練、石塚嘉
- 制作・著作 - NHK

### サブタイトル
| 放送回 | 放送日         | サブタイトル                     |
| ------ | -------------- | -------------------------------- |
| 第1回  | 2004年09月13日 | 御（う）祝（ゆ）えーがいっぱい   |
| 第2回  | 2004年09月20日 | 親子（うやっくわ）の思（うむ）い |
| 第3回  | 2004年09月27日 | 太陽（てぃだ）を心に             |
| 第4回  | 2004年10月04日 | かりゆしの笑顔                   |
| 最終回 | 2004年10月11日 | 美（ちゅ）ら海がくれた命         |

### 主題歌・挿入歌
- オープニング - Kiroro「Best Friend」（ビクターエンタテインメント）
- 主題歌 - 『めぐり逢えたね』
  - 作詞 - 渡辺なつみ、作曲 - 松本良喜、編曲 - 星野孝文、ストリングスアレンジ - 村山達哉
  - 歌 - 国仲涼子、コーラス - 川村ゆみ（ポニーキャニオン）
- 挿入歌
  - ORANGE RANGE「チェスト」（ソニー・ミュージックエンタテインメント）
  - 古謝美佐子「童神（わらびがみ）」ほか

## ちゅらさん4

### 概要
テーマは「家族の愛・人の絆」。ハイビジョン製作（NHK総合では16:9の画像サイズで放送）。今回では恵里、容子、真理亜の関係にもスポットを当てている。
- 放送局：NHK総合・NHKデジタル総合・衛星ハイビジョン
- 放送枠：土曜ドラマ
- 放送日：2007年1月13日、1月20日
- 放送時間：18時 - 18時58分（衛星ハイビジョン）、21時 - 21時58分（総合・デジタル総合）
  - このドラマから衛星ハイビジョンでは土曜ドラマの地上波先行放送を実施。
- 放送回数：全2回

### キャスト
※連続テレビ小説との同キャストはパート1を参照
- 謎の女性 - 国分佐智子
- 編集者 - 柳家喬太郎
- 市場のおばぁ - 吉田妙子
- 沖縄料理店「ゆがふ」の客 - 宮内玲奈、松田律子、前田亜紀（MAX）
  - 3人とも本名で出演しており、沢詩奈々子は「2」と同役。

### スタッフ
- 脚本 - 岡田惠和
- 音楽 - 丸山和範
- 演奏 - 新音楽協会
- 制作統括 - 菅康弘
- 制作 - 屋敷陽太郎
- 演出 - 菅康弘、小林大児
- 制作・著作 - NHK

### 主題歌・挿入歌
- オープニング - Kiroro「Best Friend」（ビクターエンタテインメント）
- 主題歌 - 『琉球ムーン』
  - 作詞 - 木村武達、作曲 - ミヤギマモル、編曲 - Haya10、歌 - 国仲涼子

### サブタイトル
| 放送回 | 放送日        | サブタイトル       |
| ------ | ------------- | ------------------ |
| 前編   | 2007年1月13日 | おばぁの涙（なだ） |
| 後編   | 2007年1月20日 | ゆんたく三姉妹     |

## 受賞歴
- ちゅらさん（2001年）
  - 第30回ザテレビジョンドラマアカデミー賞[16][17]
    - 主演女優賞（国仲涼子）
    - 助演女優賞（平良とみ）
    - 新人俳優賞（ゴリ）
    - 脚本賞（岡田惠和）
    - ザテレビジョン特別賞（ゴーヤーマングッズ）

  - 第11回TVLIFEドラマ大賞
    - 新人賞（国仲涼子）[18]

  - 第20回向田邦子賞（岡田惠和）[19]

## 再放送

### ちゅらさん
- 総集編（特記なき場合はNHK総合）
  - 2001年12月29日 - 12月31日
  - 2003年3月28日 - 3月30日 ※『ちゅらさん2』放送開始の直前に放送
  - 2004年1月2日 ※再編集版・リクエスト1位記念放送（4月からの完全再放送にも触れている）
  - 2007年1月1日 - 1月3日
  - 2020年10月2日 - 10月16日（NHK BSプレミアム、1回ずつ3週連続）
  - 2022年5月3日 - 5月5日（沖縄本土復帰50周年、『ちむどんどん』放送開始記念として）
  - 2022年5月14日・5月15日（5月13日・5月14日深夜。上記同文。ミッドナイトチャンネルウィークエンドセレクション・イッキ見ゾーンでの放送。14日（13日深夜）は2回分）
- 完全版
  - 2002年1月7日 - 7月4日（NHK沖縄 / 沖縄ローカル）
  - 2004年3月29日 - 9月24日（NHK衛星第二）
    - 金曜日に限り、本放送の金曜・土曜分の2回を連続放送

  - 2005年4月4日 - 9月30日（LaLa TV）
  - 2006年4月3日 - 9月28日（LaLa TV）
    - LaLa TVの放送日時は、初回放送分のもの。他にリピート放送がある。

  - 2013年9月30日 - 2014年3月29日（NHK BSプレミアム）
  - 2020年10月5日 - 2021年3月29日（BS12）※週1回・6回連続放送
  - 2024年4月1日 - 11月12日[注釈 3]
    - 2024年4月15日（4月14日深夜）1時11分 - 3時26分の「ミッドナイトチャンネル・イッキ見ゾーン」枠内にて、4月12日までに放送された第1・2週のうち、第9回までをキャッチアップ放送[21][22]

### ちゅらさん2
- 2004年9月11日 - 9月12日（NHK総合） ※ちゅらさん3放送開始の直前にミッドナイトチャンネル枠として放送。
- 2006年10月4日 - 10月19日（LaLa TV） 
  - LaLa TV の放送日時は、初回放送分のもの。他にリピート放送がある。
- 2024年11月22日 - 24日（NHK総合）

### 再放送の関連イベント
- ちゅらさんファンミーティング（2024年4月29日、てんぶす那覇）[23]
  - 国仲涼子、ゴリ、菅康弘（制作統括）による制作当時の思い出を語る座談会
  - 2024年5月17日 総合沖縄県ローカルで放送、6月30日 総合で全国放送[24][25]
- ちゅらさんスクリーンコンサート（2024年7月11日 沖縄コンベンションセンター）[26]
  - ナビゲーター：ガレッジセール / 演奏：琉球交響楽団 / 出演：古謝美佐子、夏川りみ、堺正章、国仲涼子 (VTR)
  - 2024年8月12日 総合で全国放送[27]

## エピソード
- オープニングで登場する島は沖縄県渡名喜村の無人島「入砂島」である。本作品の舞台となっている小浜島ではなく、入砂島が採用された理由について、当時のディレクターだった遠藤理史（現・NHKメディア総局第3制作センタードラマ統括副部長）は「オープニング映像において、最初は生命の始まりからスタートする演出上、何もない島（無人島）である必要があったことに加え、当時のアナログテレビ画面（4:3）のサイズに収まるなどの条件に一致したため、入砂島が選定された」と語っている[注釈 4]。なお、入砂島は島全体が在日米軍の射撃場（出砂島射爆撃場）となっているため、一般人は立ち入ることは出来ない[28]。
- オープニングとエンディングは浜辺をやどかりが画面を横切るように歩くシーンが使われているが、物語の展開上、ヒロインがずっこけるような終わり方をした回（第53回や第59回など）では、やどかりが波にさらわれてこけるシーンを見ることができる。
- 小浜島には民宿「こはぐら荘」の撮影で使用された家が残されている。本来は民宿ではなく、普通の住宅。2006年に「大盛家住宅 主屋・ヒンプン・石垣・井戸」として国の登録有形文化財に登録されている[29]。
- 作中で度々使われる島の港は、通常定期船が入港する小浜港ではなく、島の最西端にある細崎港である[29]。
- 通学路や港への行き来の際に通称「シュガーロード」という一本道を行き来するシーンが数多く描かれているが、実際には集落から東南へ伸びる道であり、学校や港へは通じていない[29]。
- シュガーロードの先には、「はいむるぶし」という島の面積の5分の1を占める巨大リゾート施設があり、ロケ時には撮影隊のベースとなった。小浜島がロケ地に選ばれたのは、多くのスタッフ・出演者を受け入れることが出来るこの施設の存在が大きい。
- 作中、古波蔵恵文が乗っていた黄色い車（送迎用ワーゲン）は「はいむるぶし」に展示されていた[30]が、潮風のため老朽化が激しく2008年に廃棄処分となった。
- 恵里と文也が結婚を誓い合うなど、作中で重要な舞台となった「和也の木」（ガジュマル）だが、初代の木は台風で倒れ、現存しない。また木があった場所は私有地のため、立ち入り禁止となっている。この木を望む場所に設置されたちゅらさん展望台は口蹄疫の侵入防止のため2012年2月1日をもって閉鎖され[31]、同展望台に設置されていた「ちゅらさんの碑」は、小浜島の西大岳展望台に移設されている[29]。
- 第1回では3人が漁船で小浜島に来島しているが、実際には石垣島等との間に高速船やフェリー（週6便程度）が定期運航されている。
- 実際の小浜島には県立八重山病院小浜診療所に医師が常駐している。なお、重病人が出た時は海上保安庁のヘリコプターで石垣島へ搬送をしている。
- 恵里の弟、恵達を演じた山田孝之は、パート3の時は多忙なためスケジュールが合わず出番が少なく、パート4に至っては、回想シーンと写真のみの登場になった。
- 第14週第80回で恵達が作った曲「ロバにのっていこう」は、ドラマ放送開始前の2001年3月3日にNHK教育テレビで放送したむしまるQゴールドの楽曲である。
- 妖精（キジムナー）の存在という一般的には非現実的とされることに肯定的な側面がある。いずれも、ユタの存在や土着の民話などの、沖縄で一般的な習俗をもとにしている筋書きといえる。
- 2001年の『第52回NHK紅白歌合戦』にKiroroが紅組の出場歌手（「Best Friend」を歌唱）、平良とみが審査員、ゴーヤーマンとガレッジセールが応援ゲストとしてそれぞれ出演。また、実現はしなかったものの、国仲涼子と堺正章が同紅白の司会の候補に挙がっているとの報道もされていた。
- 沖縄に縁のある出演者が多いのも特徴。まず、ヒロインを演じた国仲涼子は、ドラマ同様に沖縄県出身である。恵達役の山田孝之は、祖母が沖縄県出身（本人は鹿児島出身）。おばぁ役の平良とみも、沖縄県出身。その他の主要人物では、恵尚役のゴリ&島袋社長役の川田のガレッジセール、沖縄料理店「ゆがふ」店長役の藤木勇人、与那原誠役のSHINOBU、前原琉美子役の前原絵理、我那覇猛役の川平慈英等が沖縄県出身である。また、「ゆがふ」のシーンでは、主題歌を歌う「Kiroro」や「BEGIN」、「ダチョウ倶楽部」の肥後克広といった沖縄出身者が客として多数出演している（「ゆがふ」の売上金を盗む黒島猛役を演じたBEGINの比嘉栄昇は、謝罪の場面（ちゅらさん第41回）で普段は脱がない帽子を脱いだ）。パート2ではDA PUMP、パート3では古謝美佐子、パート4ではMAXが「ゆがふ」の客として出演している。「その他大勢」役には、東京在住の沖縄県人会会員が参加した。
- 出演者のほとんどが歌手または歌手としてCDデビューを果たしているのも特徴である。ヒロインの国仲涼子はパート2の主題歌「琉球ムーン」で、古波蔵恵尚役のゴリ&島袋社長役の川田のガレッジセールは挿入歌「天下無敵のゴーヤーマン」でそれぞれ歌手デビューを果たしているほか、上村文也役の小橋賢児はテレビ東京系アニメ「赤ちゃんと僕」の主題歌「B.B.B.」で、下柳聡子看護部長役の戸田恵子は16歳の時に「あゆ朱美」名義で、金城ゆかり役のベッキーは「ベッキー♪♯」名義で、西宮遙役の小西真奈美は後に小西自身が出演した映画『Sweet Rain 死神の精度』の主題歌「Sunny Day」で劇中の役名である藤木一恵名義で、柴田幸造役の村田雄浩は自身が出演していたTBS系ドラマ『渡る世間は鬼ばかり』のドラマ内のバンド「渡鬼おやじバンド」の一員としてそれぞれ歌手デビューを果たしている。また、古波蔵恵文役の堺正章は元スパイダース、古波蔵勝子役の田中好子は元キャンディーズ、城ノ内真理亜役の菅野美穂は元桜っ子クラブさくら組で、それぞれグループ解散後は歌手としてソロデビューを果たしている。さらにその他では主題歌を歌うKiroroやBEGIN、DA PUMP、MAX、古謝美佐子、「シーナ&ロケッツ」のリーダーである鮎川誠といった音楽家や音楽バンド・グループが出演、している。また、肥後克広もダチョウ倶楽部として歌手デビューを果たしているほか、田所幸子役の宮村優子も歌手デビューを果たしている。
- 古い寮（集合住宅）が舞台、住民（他登場人物）同士による厳しくとも優しい心の交流、ヒロインが天然ボケの美女、いい場面で邪魔が入るなどの展開から、『めぞん一刻』をオマージュしているという声がある。脚本の岡田惠和は『めぞん一刻』のファンであり、後に『めぞん一刻』の実写ドラマ版を手掛けている。
- 脚本家である岡田惠和の母方の姓が「古波蔵」であるので主人公一家の家名をそのように名付けた。また、堺正章と田中好子の役名は、その母方の祖父母の名前をそのまま使っている。
- パート4で市場のおばぁとして出演している吉田妙子と、西宮遥役の小西真奈美は同じく沖縄を舞台にした日本テレビ系ドラマ『瑠璃の島』にも出演している（こちらは小浜島と同じ八重山列島にある鳩間島が舞台）。
- ドラマの人気もあいまって、沖縄に住む高齢者女性のことを「オバア」と親しく呼ぶ風習が本土に広がったが、実際には親族が祖母に対し呼びかける言葉であるため、他人の祖母に対して「オバア」と呼びかけるのは大変失礼なことである。
- 2009年5月NHKオンデマンドで『ちゅらさん』第1回から第6回を無料配信したところ、パソコン新規登録会員数が過去最大を記録したことが、当時NHK会長の福地茂雄の記者会見により明らかにされた。
- 番組をきっかけに、小浜島では毎年6月中旬の土日、地元を全国にアピールするイベント「ちゅらさん祭り」が催されている。出演した俳優のトークショー、伝統芸能の披露、ミュージシャンなどによるコンサートなどが行われる。前日祭の「小浜節大会」では島の方言で歌われる「小浜節」の歌唱力が競われる。
- 古波蔵勝子役を演じた田中好子は2011年4月21日に乳癌で亡くなる。同月24日の通夜には『ちゅらさん』で共演した国仲涼子、堺正章、 ゴリ、山田孝之も参列した。国仲は、「いろんなものをもらってばかりで、私からは何もしてあげられなかった」「いつもかわいい声で『恵里』って呼んでくれた姿が印象的でした」と涙ながらに報道陣の前で語った。堺は、「朝から夜遅くまで笑顔を絶やさないのが、印象に残っています。役者を長くやっていても、彼女は何色にも染まらず、透明感を持ち続けてました」「もっと生きて欲しかったけど、少しは楽になったのなら良かったのかな」と語り[32][33]、 ゴリは、「『ちゃんとご飯は食べてる? お腹が空いたら、すぐオカァに電話するんだよ』と、本当の息子のように心配してくれました」「優しい人だから、周りに心配かけまいと、苦しい闘病生活も隠していたんですね。ご冥福を祈ります。ゴリより、そしてアナタの息子ケイショウより」とコメントした[34]。平良とみは参列しなかったが、「家族に接するような気持ちで仕事をさせていただきました。今も家族と同じような気持ちでいたので、訃報に接し、驚いています。ドラマへの取り組みが熱心で、真面目な人でした」とマスコミ向けにコメントを出した[35]。のちに平良も2015年に亡くなった。
- 2024年度に行われている再放送において、直後に放送される『虎に翼』の再放送と合わせて『NHKニュース』を挟んで生放送される『列島ニュース』の冒頭でキャスター陣が感想を述べることがある[36]。

## 劇中キャラクター

### ゴーヤーマン
この番組で、古波蔵恵尚（ゴリ）が考え出した「ゴーヤーマン」という沖縄特産野菜・ゴーヤーをモチーフにしたキャラクターが登場した。劇中では恵尚がそれを売り出そうとしたところほとんど売れず、家族に莫大な借金を残す結果となったが、現実世界ではその後NHKの関連会社・NHKソフトウェア（現在はNHKエンタープライズに合併）からゴーヤーマンのグッズが発売され人気を集めた。なお、このキャラクターは、「劇中当時（1991年）では受けないが、2001年現在では人気を集めるようなキャラクター」というコンセプトで考え出されたという。
また夏休み中の期間に限り、各回のエンディング5秒の「明日もお楽しみに」の映像がゴーヤーマンの映像に変わった（例：茶碗の中に湯が入っていて風呂のように浸かっている・ゴーヤーと共に吊るされている）。また、2001年10月から11月にかけて「天下無敵のゴーヤーマン☆」（歌・ガレッジセール）が『みんなのうた』で放送された。当時沖縄以外の人々にはあまり知られていなかったゴーヤーの知名度を格段に上げた立役者でもある。
劇中では、｢ゴーヤーマンハニー｣が発売されるもののこちらも大失敗に終わり、更なる続編では｢ゴーヤーマンベビー｣も登場する。続編にあたる『ちゅらさん2』の各回のエンディング5秒ではハニーと出会いベビーが生まれて成長するまでの様子が描かれている。
『ちゅらさん』以外では、2022年度前期の連続テレビ小説『ちむどんどん』にゴーヤーマンが登場している。ゴリがタクシー運転手役で最終回に登場し、彼が運転するタクシーのミラーにゴーヤーマンがぶら下がっている。

### 城ノ内真理亜
また番組内でメルヘン童話作家として登場した城ノ内真理亜（菅野美穂）が、2004年のちゅらさん3の放送をきっかけとして、『ガジュマルの樹の下で』（ポプラ社）で実際に文壇デビューを果たした。書籍の表紙に記された作者は城ノ内真理亜だが、実際に手がけたのは、ちゅらさんの小説ノベライズ版などをはじめ、岡田惠和脚本のノベライズ執筆を多く手がける蒔田陽平。

## 撮影地

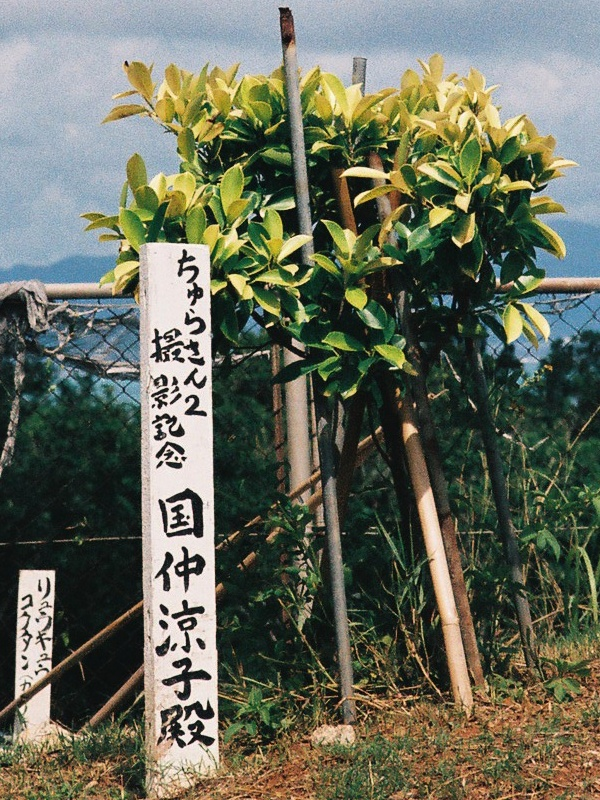
「ちゅらさん2」撮影を記念した植樹（小浜小中学校、写真の樹木はヒロイン・恵里役の国仲が植樹したもの）

- 沖縄県
  - 那覇市
    - 首里金城町石畳道
    - 沖縄県立首里高等学校

  - 石垣市
  - 八重山郡竹富町
    - 小浜島
      - 竹富町立小浜小中学校

    - 嘉弥真島[40]
- 神奈川県
  - 神奈川県立生田東高等学校
- 東京都
  - 豊島区雑司が谷
  - 法政大学多摩キャンパス
  - 東京医科歯科大学
    - 東京医科歯科大学歯学部附属病院 ほか

## 関連商品

### 書籍
- NHK連続テレビ小説「ちゅらさん」ノベライズ本 全3巻（双葉社）
- NHK月曜ドラマシリーズ「ちゅらさん2」ノベライズ本（双葉社）
- NHK月曜ドラマシリーズ「ちゅらさん3」ノベライズ本（双葉社）
- NHK土曜ドラマ「ちゅらさん4」ノベライズ本（双葉社）
- ちゅらさん 新風舎文庫 全7巻（新風舎）
- ちゅらさん ジュールコミックス 全2巻（双葉社）
- ちゅらさん NHKドラマガイド（日本放送出版協会）
- ちゅらさんファンブック（双葉社）
- ちゅらさんファンブック 新装版（双葉社）
- ガジュマルの樹の下で（ポプラ社）
- NHK連続テレビ小説ちゅらさんの沖縄家庭料理（双葉社）
- ちゅらさん オリジナルサウンドトラック ピアノソロ曲集（全音楽譜出版社）
- 連続テレビ小説読本（洋泉社） ISBN 978-4800304940
  - NHK、連続テレビ小説の特集本。
  - 第一章の「朝ドラを変えた21世紀の重要作」としてピックアップした5作品の内で「ちゅらさん」を紹介し、国仲涼子のインタビューを収録。
- 朝ドラの55年 - 全93作品完全保存版（NHK出版） ISBN 978-4144072130
  - NHKドラマ番組部監修で1961年から2015年までの連続テレビ小説93作品を紹介。
  - 「ちゅらさん」からは作品紹介の他、国仲涼子のインタビュー、沖縄県竹富町のロケ地などを掲載。

### CD
- NHK連続テレビ小説「ちゅらさん」オリジナル・サウンドトラック（ビクターエンタテインメント）
- NHK連続テレビ小説「ちゅらさん」〜島田さんのクラシック（ユニバーサル・クラシックス）
- 「天下無敵のゴーヤーマン☆」歌：ガレッジセール（アール・アンド・シー）

### DVD・ビデオ
- ちゅらさん総集編 - ビデオ全3巻・DVD3枚組（ポニーキャニオン）
- ちゅらさん完全版 - ビデオ全13巻・DVD13枚組（ポニーキャニオン）
- ちゅらさん2 - ビデオ全3巻・DVD3枚組（ポニーキャニオン）
- ちゅらさん3 - DVD2枚組（ポニーキャニオン）
- ちゅらさん4 - DVD （ポニーキャニオン）

### その他
- ゴーヤーマングッズ（NHKエンタープライズ）